# 米奇·盖洛德
米切尔·“米奇”·盖洛德（英語：Mitchell "Mitch" Gaylord，1961年3月10日—），美国男子竞技体操运动员。他曾获得1984年夏季奥运会体操比赛男子团体全能金牌、男子跳马银牌、男子吊环和男子双杠铜牌。2023年入選國際體操名人堂。